# 212e division d'infanterie (Allemagne)
Pour les articles homonymes, voir 212e division d'infanterie.
La  212e division d'infanterie (en allemand : 212. Infanterie-Division ou 212. ID) est une des divisions d'infanterie de l'armée allemande (Wehrmacht) durant la Seconde Guerre mondiale.

## Historique
La 212. Infanterie-division est formée le 26 août 1939 dans le Wehrkreis VII avec du personnel de la Landwehr en tant qu'élément de la 3. Welle (3e vague de mobilisation).
Elle subit de lourdes pertes en Lituanie en septembre 1944 et est renommée 212. Volks-Grenadier-Division dans le camp d'entrainement militaire de Schieradz.

## Organisation

### Commandants
| Date                                   | Grade                  | Commandant        |
| -------------------------------------- | ---------------------- | ----------------- |
| 1er septembre 1939 - 15 septembre 1939 | Generalmajor           | Walter Friedrichs |
| 15 septembre 1939 - 1er octobre 1942   | General der Artillerie | Theodor Endres    |
| 1er octobre 1942 - 1er octobre 1943    | Generalleutnant        | Hellmuth Reymann  |
| 1er octobre 19423- 1er mai 1944        | Generalmajor           | Dr Karl Koske     |
| 1er mai 1944 - 15 septembre 1944       | Generalleutnant        | Franz Sensfuß     |

### Officiers d'opérations (Generalstabsoffiziere (Ia))
| Date                       | Grade               | Commandant                 |
| -------------------------- | ------------------- | -------------------------- |
| ? 1939 - avril 1940        | Oberstleutnant i.G. | Heinz von Gyldenfeldt (de) |
| ? 1940 - ? 1940            | Hauptmann i.G.      | Hoefs                      |
| ? 1940 - ? 1941            | ?                   | ?                          |
| ? 1941 - Septembre 1941    | Hauptmann i.G.      | Reichel                    |
| ? 1942 - Mars 1943         | Major i.G.          | Hermann Lassen             |
| Mars 1943 - Septembre 1944 | Oberstleutnant i.G. | Horst Ogilvie              |
| Septembre 1944             | Major i.G.          | Adolf Wicht                |

## Théâtres d'opérations
- West Wall : septembre 1939 - mai 1940
- France : mai 1940 - novembre 1941
- Front de l'Est, secteur Nord : novembre 1941 - septembre 1944

## Ordres de bataille
1939
- Infanterie-Regiment 316
- Infanterie-Regiment 320
- Infanterie-Regiment 423
- Artillerie-Regiment 212
- Pionier-Bataillon 212
- Panzerabwehr-Abteilung 212
- Aufklärungs-Abteilung 212
- Infanterie-Divisions-Nachrichten-Abteilung 212
- Infanterie-Divisions-Nachschubführer 212

1943
- Grenadier-Regiment 316
- Grenadier-Regiment 320
- Grenadier-Regiment 423
- Divisions-Füsilier-Bataillon 212
- Feldersatz-Bataillon 212
- Artillerie-Regiment 212
- Pionier-Bataillon 212
- Panzerabwehr-Abteilung 212
- Infanterie-Divisions-Nachrichten-Abteilung 212
- Infanterie-Divisions-Nachschubführer 212

## Décorations
Des membres de cette division ont été récompensés à titre personnel pour leurs faits de guerre:
- Agrafe de la liste d'honneur : 15
- Croix allemande
  - en Or : 70
- Croix de chevalier de la Croix de fer
  - Croix de chevalier : 24
  - Feuilles de chêne : 2